# نصیرکندی (مرادلو)
نصیرکندی یک منطقهٔ مسکونی در ایران است که در دهستان صلوات واقع شده‌است. نصیرکندی ۶۱ نفر جمعیت دارد.